# Ромаріу Баро
Ромаріу Баро (порт. Romário Baró, нар. 25 січня 2000, Бісау) — португальський футболіст, півзахисник клубу «Порту».
Виступав, зокрема, за клуб «Порту», а також молодіжну збірну Португалії.
Чемпіон Португалії. Володар Кубка Португалії. Володар Суперкубка Португалії.

## Клубна кар'єра
Народився 25 січня 2000 року в місті Бісау.
У дорослому футболі дебютував 2017 року виступами за команду «Порту Б», в якій провів два сезони, взявши участь у 46 матчах чемпіонату. 
Своєю грою за цю команду привернув увагу представників тренерського штабу клубу «Порту», до складу якого приєднався 2019 року. Відіграв за клуб з Порту наступні два сезони своєї ігрової кар'єри.
Згодом з 2021 по 2023 рік грав у складі команд «Ештуріл-Прая» та «Каза Піа».
До складу клубу «Порту» приєднався 2023 року. Станом на 28 вересня 2023 року відіграв за клуб з Порту 2 матчі в національному чемпіонаті.

## Виступи за збірні
У 2015 році дебютував у складі юнацької збірної Португалії (U-15), загалом на юнацькому рівні взяв участь у 39 іграх, відзначившись 4 забитими голами.
Протягом 2019–2021 років залучався до складу молодіжної збірної Португалії. На молодіжному рівні зіграв у 3 офіційних матчах.

## Титули і досягнення
- Чемпіон Португалії (1):

«Порту»: 2019-2020
- Володар Кубка Португалії (2):

«Порту»: 2019-2020, 2023-2024
- Володар Суперкубка Португалії (1):

«Порту»: 2020
- Переможець Юнацької ліги УЄФА (1):

«Порту»: 2018-2019
- Чемпіон Швейцарії (1):

«Базель»:  2024-2025
- Володар Кубка Швейцарії (1):

«Базель»: 2024-2025